# Nouvel athéisme
 (février 2017).
Si vous disposez d'ouvrages ou d'articles de référence ou si vous connaissez des sites web de qualité traitant du thème abordé ici, merci de compléter l'article en donnant les références utiles à sa vérifiabilité et en les liant à la section « Notes et références ».

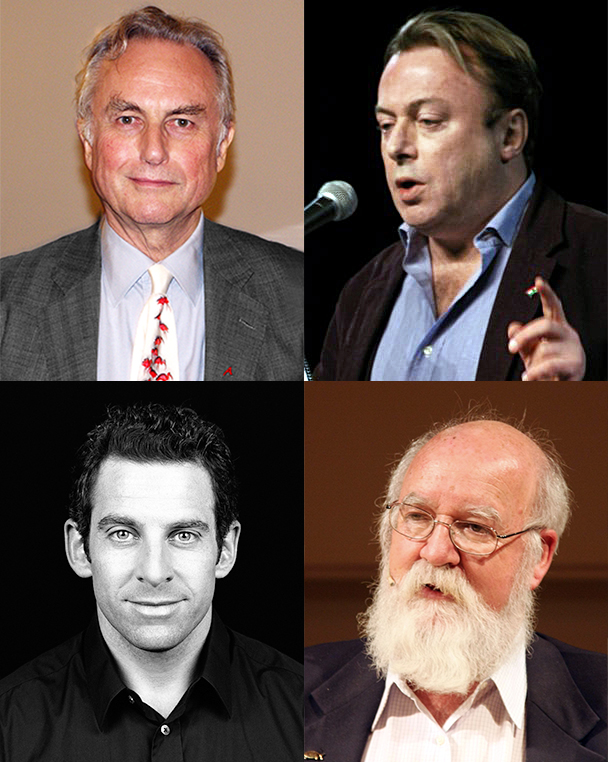
Richard Dawkins, Christopher Hitchens, Daniel Dennett et Sam Harris (dans le sens horaire) sont quatre athées militants (anglophones).
Selon Richard Dawkins : « Nous sommes tous athées à propos de la plupart des dieux auxquels les sociétés ont déjà cru. Certains d'entre nous le sommes simplement pour un de plus. ».

Le nouvel athéisme (en anglais new atheism), ou néo-athéisme, est le nom donné aux idées présentées par des auteurs athées convaincus du XXIe siècle qui défendent l'idée que « la religion ne devrait pas être simplement tolérée mais devrait être contrée, critiquée, et exposée à des arguments rationnels à chaque fois qu'elle apparaît ». Le terme est communément associé aux auteurs Richard Dawkins, Daniel Dennett, Sam Harris, Christopher Hitchens et Victor J. Stenger. Plusieurs ouvrages publiés par ces auteurs entre 2004 et 2007, servent de point de départ au débat du nouvel athéisme.

## Origine
La publication en 2004 du livre La fin de la foi : religion, terreur, et le futur de la raison (The End of Faith) de Sam Harris, est la première d'une série de bestsellers. Harris était motivé par les attentats du 11 septembre 2001, dont il accuse l'islam tout en critiquant directement le christianisme et le judaïsme. En 2006, Harris continue en publiant son livre Lettre à une nation chrétienne (Letter to a Christian Nation) qui est une critique très sévère du christianisme.
En 2006 également, après le documentaire télévisé The Root of All Evil?, Richard Dawkins publie Pour en finir avec Dieu, qui reste sur la liste des meilleures ventes du New York Times durant 51 semaines.
Dans la liste des publications de cette veine on peut citer Breaking the Spell: Religion as a Natural Phenomenon de Daniel Dennett (2006), Dieu, l'hypothèse erronée de Victor J. Stenger (2007), Dieu n'est pas grand de Christopher Hitchens (2007) et Godless: How an Evangelical Preacher Became One of America's Leading Atheists  de Dan Barker (2008). L'ouvrage à grand tirage du philosophe français Michel Onfray, paru en 2005, le Traité d'athéologie, s'apparente à ce mouvement mais ne lui est pas explicitement relié.
En faisant référence à un débat de 2007, Richard Dawkins parle sur son site web de lui-même, Harris, Dennett et Hitchens comme des « quatre cavaliers du nouvel athéisme », faisant allusion aux Quatre Cavaliers de l'Apocalypse,.

## Doctrine
Le non-croyant, comme le nom l'indique, n'est pas croyant. Le plus souvent, il est indifférent aux religions ; c'est le cas en France où l’indifférence aux religions a « plus d'audience que l'athéisme », selon Pierre Bréchon. Ce sont des gens qui ne croient pas en Dieu ou simplement ne sont pas intéressés par la religion et n'ont pas vraiment d'opinion sur la question ; ceux-là sont juste des non-croyants. Dans ce contexte, l'agnostique est un non-croyant spécifique.

### Athéisme radical
Au contraire du non-croyant, l'athée dit « séculariste », « radical », « militant » ou plus rarement « fondamentaliste »,, ne se définit pas que par l'absence de croyance, mais par une conviction affirmée que la mentalité religieuse est in fine nocive. L'article cité leur impute une position de scientistes développant des croyances positives sur la science et le progrès, des croyances négatives sur le théisme, et des croyances essentialistes sur les adeptes des religions afin de faire passer leur absence de croyance pour un dogme (voir l'article Procès d'intention).

#### Croyances positives sur les sciences
Dawkins, adepte de l'athéisme méthodologique vu comme le préalable à toute démarche scientifique, revendique la défense de cet athéisme d’un point de vue scientifique :
« La présence ou l’absence d’une super-intelligence créatrice est sans équivoque une question scientifique, écrit-il, même si en pratique, elle n’est pas, ou pas encore, résolue. Il en va de même pour la vérité ou la fausseté de chacun des récits de miracle sur lesquels se fondent les religions pour impressionner les foules de croyants. Est-ce que Jésus avait un père humain, ou est-ce que sa mère était vierge au moment de sa naissance ? Que l’on dispose ou non d’assez de preuves ayant échappé au temps pour en décider, la question reste toujours strictement scientifique avec en principe une réponse précise : oui ou non. »
Dawkins affirme cependant dans le même ouvrage que la connaissance de l'ensemble culturel chrétien doit être entretenue, sans quoi la moitié du patrimoine culturel occidental deviendrait inaccessible à la population, ce qui serait selon lui inacceptable. Il en donne un exemple en citant toute une page d'expressions populaires directement inspirées d'anecdotes de l'Ancien (pauvre comme Job…) et du Nouveau Testament : bon larron, jeter la pierre, bon Samaritain, ouvrier de la onzième heure, porter sa croix, etc.
David Hume a montré pour sa part que la question de l'existence de Dieu était sans solution ni dans un sens, ni dans un autre en logique d'Aristote (l'inférence bayésienne était moins connue de son temps). Celle des miracles dans les évangiles a été traitée au cours de l'une des quêtes du Jésus historique.

#### Considérations négatives sur lethéismeen islam
Denise Helly (d) identifie les schèmes suivants :
- Rationalité : « archaïsme intellectuel ne pouvant subsister dans une société « moderne », laquelle est menée par la rationalité et sa manifestation la plus évidente, le progrès social, scientifique et technologique. »
- Sécularisation inévitable : la sécularisation de la société civile serait non seulement nécessaire, mais inéluctable avec la généralisation du savoir.
- Nécessaire opposition de l’État à la religion : « Vu le caractère dit archaïque de la pensée religieuse, celle-ci devrait être ignorée, sinon combattue, par l’État moderne. ». Cette opposition concerne les seules croyances des religions, non leurs valeurs lorsqu'elles sont compatibles avec nos sociétés.
- Menace sur la souveraineté populaire par le pouvoir judiciaire quand des minorités portent devant les tribunaux leurs différends sur la liberté de culte.

Selon elle, « ces groupes de pression entendent par neutralité religieuse de l’État un positionnement antireligieux des institutions publiques. »

#### Croyancesessentialistessur les adeptes des religions
- la déficience intellectuelle des adeptes des diverses religions. Le slogan le plus célèbre est probablement « les adultes ayant un ami imaginaire sont stupides » (en anglais : « adults with imaginary friends are stupid »), matérialisé par du matériel publicitaire[14] ;

- l'inaptitude aux sciences (entendre « sciences dures ») des adeptes des diverses religions confortée par le retard scientifique des 57 pays de l'OCI, même ceux ayant une abondance de moyens financiers.

Onfray conteste cette critique essentialiste : « Cette façon qu’a Dawkins d’ironiser sur les croyants qu’il prend pour des gens sous-informés en négligeant le fond psychologique, l’angoisse, la peur de la mort, me semble mal venue, explique le philosophe. À quoi s’ajoute cette manière très XIXe siècle de mobiliser la science pour prouver l’inexistence de Dieu… » En effet, Onfray tient pour l'hypothèse marxienne : « Dieu existe, mais comme une fiction rendue possible par l’angoisse existentielle. »
Toujours selon Helly, l'athéisme scientiste développerait des positions politiques proches du darwinisme social et revendiquerait un absolutisme ou un fondamentalisme anticlérical, un retour à l’intolérance et une annulation du droit à l’égalité des minorités. Il chercherait à légitimer une défense de la suprématie politique des majorités culturelles et un ostracisme de la religion.
- Une religion interdit parfois toute interrogation sur ses fondements et conduit de ce fait à l’extrémisme : « S’ils ne sont pas extrémistes en soi, les enseignements de la religion « modérée » sont une invitation ouverte à l’extrémisme[17]. » Dawkins rappelle que plusieurs religions enseignent aux croyants de ne pas interroger sur le bien fondé de leur foi. Des travaux de Louis Cappel dans sa Critica Sacra suggèrent que ce n'est pas le cas de toutes. Werleman[18] mentionne le rôle d'une connaissance très superficielle des religions[19].

### Athéisme humaniste
L'athée humaniste considère les religions comme phénomène social fondé sur des contextes historiques, géographiques, sociaux alors que l'athée scientiste croit que le niveau de religiosité relève plus largement une question individuelle ; voire de question neurochimiques.

## Critique du courant
Dans l’Église catholique s'élève contre ce mouvement le cardinal Walter Kasper, qui, en 2010, dénonce le développement d’un « néo-athéisme agressif » en Angleterre.
La critique s'en fait jour aussi chez plusieurs athées. Certains auteurs parlent « d'athéisme évangélique » par comparaison avec le mouvement fondamentaliste chrétien, comme Chris Hedges, spécialiste de la guerre asymétrique et du fascisme. Courtenay J. Werleman, bien connu comme critique de la droite religieuse américaine, figure populaire du mouvement athée, insiste comme Hedges ci-dessus, que « les nouveaux athées sont des fondamentalistes athées qui montrent une dévotion cultuelle à la science, une vision infantile et simpliste des religions, un discours bigot contre l'islam, et une foi du charbonnier dans la bienveillance de l'état séculier américain ». Plus avant, Werleman se concentre sur ce qu'il considère être une obsession des nouveaux athées contre l'Islam et leur pratique de l'amalgame. Il en vient à se demander si, au moins chez certains de ses auteurs, le nouvel athéisme ne serait pas un élément des mouvements de suprématie blanche.[réf. nécessaire]

## En francophonie
Des auteurs de ce courant se font jour en francophonie. On peut citer Michel Onfray et son Traité d'athéologie[réf. souhaitée] mais aussi d'autres auteurs moins célèbres :
- Yves Gingras, qui prêche pour une science athée dans son livre L'impossible dialogue, PUF, 2016.
- Libres de le dire, de Caroline Fourest et Taslima Nasreen, Flammarion.

Les thématiques liées aux droits des femmes et de la  sécularisation deviennent des arguments antireligieux, en particulier de l'islam.

#### Critiques du mouvement
- (en) Chris Hedges, When Atheism Becomes Religion: America’s New Fundamentalists, Free Press, 2009D'abord publié sous le titre I Don’t Believe in Atheists: The Dangerous Rise of the Secular Fundamentalist, Free Press, 2008.
- (en) Terry Eagleton Reason, Faith, and Revolution: Reflections on the God Debate, Yale University Press, 2009.
- (en) Courtenay J Werleman, The New Atheist Threat: The Dangerous Rise of Secular Extremists, Dangerous Little Books, 2009.
- (en) Stephen LeDrew, The Evolution of Atheism: The Politics of a Modern Movement, Oxford University Press, 2016.
- (en) James W. Jones, Can Science Explain Religion?: The Cognitive Science Debate, Oxford University Press.

#### Articles
- (en) James W. Jones, « Growing criticism by atheists of the New Atheism movement », OUP Blog, Oxford University Press,‎ 10 mars 2016 (lire en ligne ).